# Space Weather Prediction Center
El Centro de Predicción del Clima Espacial (en inglés: Space Weather Prediction Center, SWPC), denominado Centro de Medio Ambiente Espacial (Space Environment Center, SEC) hasta 2007, es un laboratorio y centro de servicios del Servicio Meteorológico Nacional de Estados Unidos (NWS), parte de la Oficina Nacional de Administración Oceánica y Atmosférica (NOAA), ubicado en Boulder, Colorado. SWPC monitorea y pronostica continuamente el entorno espacial de la Tierra, proporcionando información solar y terrestre. SWPC es la fuente oficial de alertas y avisos sobre el clima espacial para los Estados Unidos.